# 埃奇沃特 (迈阿密)
埃奇沃特（英語：Edgewater）是美国佛罗里达州迈阿密-戴德县邁阿密市的一个街区，位于迈阿密市中心与艺术及娱乐区以北，迈阿密中城与上东城以南。其大致範圍為南至北17街、北至北37街、西以佛羅里達東海岸鐵路與東第一大道為界，東臨比斯坎灣。
埃奇沃特主要是住宅區，東側分布著大量新建的高層住宅大樓；西部則保留着大量20世纪初建造的历史住宅，这些建筑多采用地中海复兴风格和迈阿密现代主义设计。自2000年以來，因鄰近市中心以及設計區等地，此區受歡迎程度逐漸提升。近年來，隨著高層與中層住宅大樓的興建以及零售業的增加，該社區經歷了快速的都市化發展，持续强化该区域作为迈阿密高尚住宅区的定位，同時造就了这种新旧交融的景观。
交通网络以比斯坎大道（1号美国国道）为核心轴线，这条南北向干道既是主要道路，也是埃奇沃特的商业走廊。95號州際公路沿社区北部边界东西向延伸，邁阿密-戴德運輸的都会巴士和免费仿古铛铛车提供区内交通服务。佛罗里达东海岸铁路构成了埃奇沃特与温伍德的分界线，也影响了两个区域的差异化发展模式。街区中心坐落着占地8英亩的玛格丽特佩斯公园，这片位于比斯坎湾畔的绿地是当地居民的重要休闲设施。